# Aichryson dumosum
Aichryson dumosum é uma espécie de planta com flor pertencente à família Crassulaceae. 
A autoridade científica da espécie é (Lowe) Praeger, tendo sido publicada em Sempervivum 127. 1932.

## Portugal
Trata-se de uma espécie presente no território português, nomeadamente no Arquipélago da Madeira.
Em termos de naturalidade é endémica da região atrás referida.

## Protecção
Encontra-se protegida por legislação portuguesa ou da Comunidade Europeia, nomeadadamente pelo Anexo II e IV da Directiva Habitats e pelo Anexo I da Convenção sobre a Vida Selvagem e os Habitats Naturais na Europa.